# عبد العزيز بن فهد بن تركي الثاني بن عبد العزيز آل سعود
الأمير عبد العزيز بن فهد بن تركي الثاني بن عبد العزيز آل سعود وُلد في 5 ديسمبر 1990، نائب أمير منطقة الجوف السابق.

## الحياة الشخصية
ولد عبد العزيز بن فهد بن تركي الثاني بن عبد العزيز آل سعود في 5 ديسمبر 1990، ووالده هو صاحب السمو الملكي الفريق الركن الأمير فهد بن تركي الثاني بن عبد العزيز آل سعود قائد القوات البرية الملكية السعودية، ووالدته صاحبة السمو الملكي الأميرة عبير بنت عبد الله بن عبد العزيز آل سعود. سُمي على جده الملك عبد العزيز بن عبد الرحمن آل سعود تيمنًا به، تربى و ترعرع في كنف والده وجده الأمير تركي الثاني بن عبد العزيز آل سعود، وجد والدته خادم الحرمين الشريفين الملك عبد الله بن عبد العزيز آل سعود. والذي كان ملازمًا له وقريب جدًا منه وتعلم السياسة على يده وكان دائمًا يحضر مجالسه الخاصة والعامة واستقباله لزعماء الدول والعلماء وشيوخ القبائل والمواطنين والمسؤولين وكان والده الأمير الفريق ركن فهد بن تركي الثاني بن عبد العزيز آل سعود حريص كل الحرص على ابنه وتربيته تربية الأجداد الصارمة وتثقيفه بالتاريخ والشأن العام منذ صغره حيث أنه كان يصطحبه في كل زياراته الداخلية والخارجية منذ طفولته وخصوصًا حينما يزور أعمامه، وعرف عن الأمير عبد العزيز حب الإطلاع وشغفه بالتاريخ.

## حياته المهنية
درس في مدارس الرياض بالعاصمة السعودية حتى الصف الرابع إبتدائي، وبعد ذلك أكمل الابتدائية في الولايات المتحدة الأمريكية بولاية بنسيلفانيا وتحديدًا في مدرسة هاريس بيرج أكاديمي لمدة سنتين وبعدها عاد إلى المملكة ليلتحق بمدارس المملكة الأهلية حتى تخرجه عام 2008 ليلتحق بعدها بكلية بيل كوليج العريقة للسنة التحضيرية والتي تخرج منها عدد كبير من الزعماء والسياسيين مثل حكام الخليج في مدينة كامبريدج بالمملكة المتحدة وبعدها أكمل دراسته الجامعية في تخصص العلوم السياسية بجامعة وستمنستر في لندن إلى أن تخرج منها مع مرتبة الشرف وبعدها أكمل دراسته العليا الماجستير في العلاقات الدولية في جامعة كينغستون بلندن إلى أن تخرج منها بدرجة الماجستير مع مرتبة الشرف وبدأ حياته العملية أثناء دراسته الماجستير حيث التحق بالشؤون السياسية في سفارة خادم الحرمين الشريفين في لندن وذلك في العام 2013 لمدة سنة ثم بعدها تفرغ لأعماله الخاصة. تم تعيينه نائبًا لأمير منطقة الجوف بمرتبة وزير 2017.

## إعفاوه من المنصب
في 12 محرم 1442 الموافق 31 أغسطس 2020 صدر أمر ملكي بإعفاء الأمير عبدالعزيز بن فهد بن تركي الثاني بن عبد العزيز آل سعود من منصبه كنائب أمير منطقة الجوف، وإحالته للتحقيق بسبب «ما تم رصده من تعاملات مالية مشبوهة».